# Espada baselarda
A espada baselarda (Basler e baslermesser em Alto-alemão médio e em alemão; badelere e baselaire em francês médio e baselardus ou basolardus em latim) é um tipo de espada curta ou adaga, usada na Idade Média, grosso modo, desde do século XIII ao século XV. Também é conhecida como espada bastarda suíça.
Tratava-se de uma arma secundária, usada em último recurso, nos defrontos à queima-roupa, quando já não era possível impôr a distância sobre o adversário, pelas mesnadas suíças, as quais, por excelência, privilegiavam as armas de haste, especialmente o pique.

## Feitio
O pomo e o guarda-mão eram em forma de crescente, o que fazia com que a empunhadura, com o cabo perpendicular aos dois, ganhasse a feição de um H estilizado.

As suas dimensões foram alternando com os séculos, daí que tanto se considere ora uma espada curta, ora uma adaga. Assim, no transcurso do século XV o comprimento da lâmina cresceu dos 25 centímetros até aos 70 centímetros. Em média, poderia medir cerca de 40 centímetros de comprimento e 4 centímetros de largura, o que a posicionava a meio termo entre a espada e o punhal. Pesaria entre meio quilo a 850 gramas. 

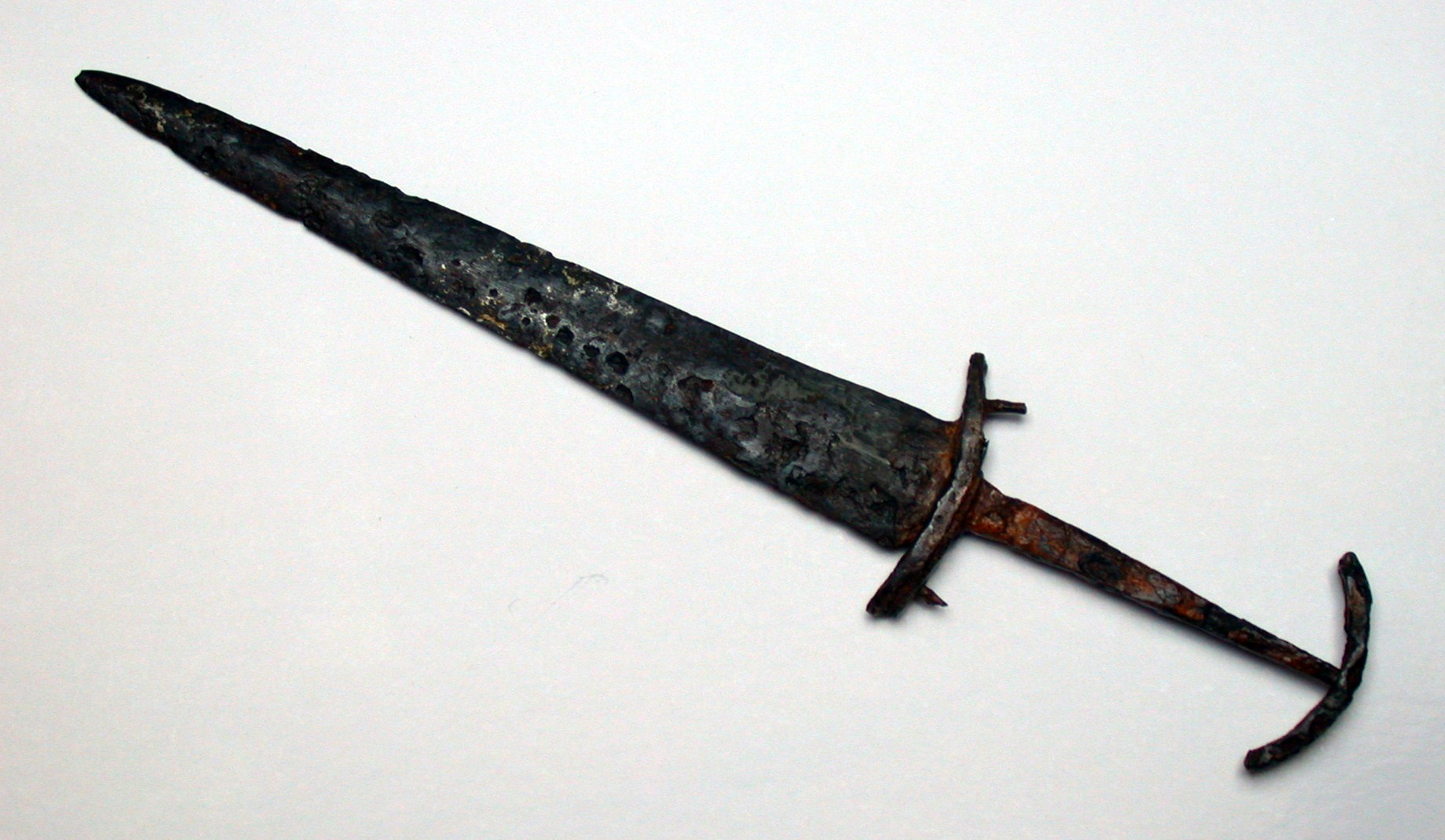
Espada baselarda suíça do século XIV, predecessora da adaga suíça usada no século XVI.

Tem características comuns ao terçado. Esta espada curta ou adaga longa é considerada a precursora do canivete suíço. Prestava-se como arma corto-perfurante, podendo tanto ser usada para talhar, como uma espada, ou para estocar, como uma adaga.
Nesta toada, é pertinente notar que o literato e estudioso alemão, Heinrich Klenz, em 1900, expendeu o seguinte acerca da versatilidade e polivalência desta espada, nos seguintes termos:

 “A espada baselarda é afamada por aqueles que aprendem a manejá-la serem capazes de fazer com ela toda a espécie de habilidades e por a conseguirem usar para os mais varriegados usos."
As primícias das espadas baselardas tinham lâminas mais estreitas e guarda-mãos curvados em crescente, para cima, na direcção da lâmina. Posteriormente, a lâmina foi engrossando e o crescente do guarda-mão virou-se para baixo, na direcção do pomo da empunhadura. As bainhas tradicionalmente eram decoradas e vinham equipadas com uma pedra de amolar e uma navalha. Para se poder cuidar da empunhadura de madeira, que podia apodrecer, eram embutidas folhas de metais não ferruginosos entre o chape e a empunhadura.

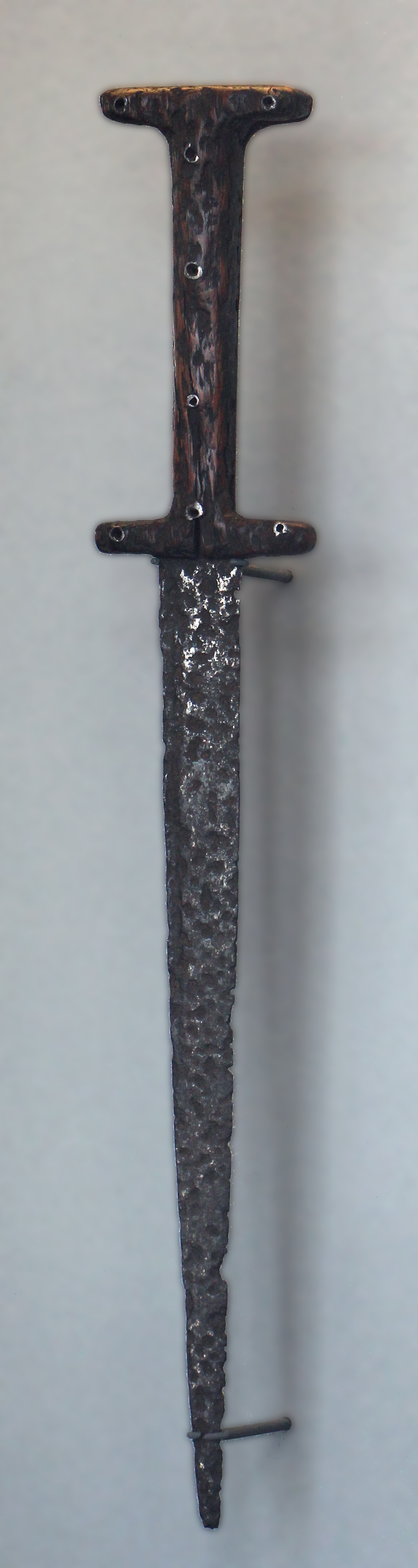
Baselarda alemã do século XV

## Etimologia
Em rigor, a designação «baselarda» costuma restringir-se às espadas curtas suíças do século XIV com caracteristícas ainda próximas das adagas, com uma empunhadura em H ou I na horizontal.
Terá evoluído da empunhadura do punhal de cavalaria do século XIII. O nome "Baselarda" terá surgido, por entre um vasto leque de variantes ortográficas, na primeira metade do século XIV, de uma adaptação do francês médio ou do latim medieval da palavra alemã baslermesser, que significa «faca basler».
Há registos de uma etimologia apócrifa, descoberta pelo historiador e curador museológico britânico Claude Blair, nos registos quatrocentistas, data provável de 1315, de um alfageme (i.e. um ferreiro especializado no fabrico e manutenção de armas cortantes) florentino, Francesco Datini, que as designou «basolardi di basola» (as basolardas de basola).
Todavia, há outros autores que sugerem etimologias mais plausíveis, por exemplo, Jonathan Boucher, clérigo e filólogo inglês do século XVIII, no seu «Glossário das Palavras Arcaicas e Provincianas», aventa que o termo "basler" (que nos dá a palavra "baserlarda"), poderá ser antes fruto de uma corruptela de "bastarda", por associação com a espada bastarda, uma outra arma da época.
Johan Ihre, linguista sueco que, na senda do etimologistas alemães do século XVIII, editou o primeiro dicionário etimológico sueco, tomou por base a versão sueca da palavra baselarda (basslere) e aventou que poderia ter origem no teutão antigo. Oberlin, linguista do século XVIII, em 1781, seguiu-lhe a senda e também assestou uma possível origem germânica, associando-a à palavra gótica "basslara", uma germanização dos termos bisacuta, bizachius ou besague do latim tardio, que significam "arma de dois gumes" ("bis" dois- + "acuta" cortantes; gumes).

## Uso histórico

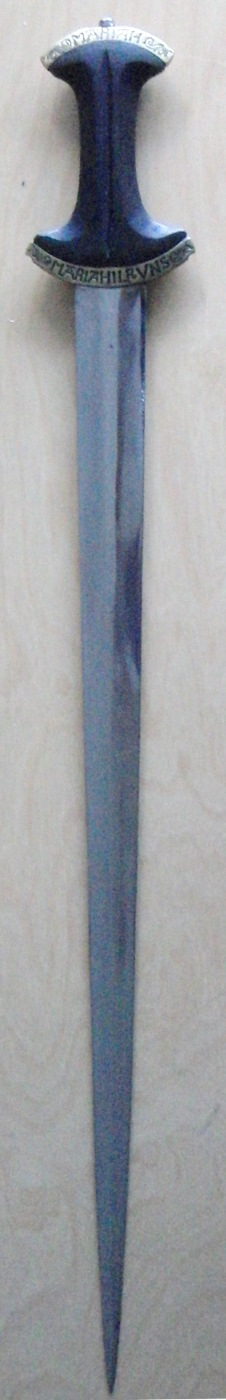
Réplica de uma espada baselarda do séc. XV

Há representações quatrocentistas destas espadas curtas, gravadas nas efígies tumulares, onde figuram relevos de cavaleiros, engalanados com traje militar e cingindo espadas baselardas à ilharga. Em meados do século XIV, a baselarda é uma arma muito associada a bragantes e salteadores, ou seja: sujeitos marginais à sociedade, que viviam de expedientes criminosos e violentos.
Há registos judiciais de 1341 de Nuremberga, de uma ocorrência criminosa em que um bragante pespegou uma talhada na cabeça duma mulher com uma baselarda, ferindo-a mortalmente.
Contam-se inúmeros códices legais germânicos dos séculos XIV e XV, que proibiam o porte de baselardas dentro das cidades.
Pelos finais do século XIV, a baselarda vai-se tornando mais popular na Europa Ocidental, incluindo na Alemanha, Inglaterra, no Norte da França e da Itália. Hans Sloane chegou a ironizar a moda burguesa, dessa época, de portar baselardas desmedidamente grandes como se fossem acessórios decorativos.
No poema de William Langlard, Piers Plowman (Pedro, o Lavrador) também são feitas alusões à baselarda, como um símbolo bacoco da vaidade, concretamente de dois padres, "Sir John" e "Sir Geoffrey", que são descritos como portando "um talim de prata, uma baselarda ou uma adaga colhona, e botões perluxos."
Wat Tyler, o líder da revolta camponesa de 1381, foi morto com um golpe de baselarda, pelo então alcaide de Londres, William Walworth, tendo a referida espada sido conservada ciosamente pela Confraria dos Peixeiros da cidade, até ao século XIX.
Na antiga Confederação Helvética, entre os séculos XIV e XV, a baselarda reportava-se concretamente a um tipo peculiar de espada curta, com o guarda-mão e o pomo ambos em crescente, independentemente do tipo e comprimento da lâmina. Por torno do século XIV a baselarda começou a cindiu-se em duas armas diferentes: a adaga suíça (Schweizerdolch) e a espada suíça (Schweizerdegen).
A espada baselarda, propriamente dita, entrou em desuso no início do século XVI.
A expressão "baselarda" persistiu no tempo, para lá do século XV, mas perdeu a associação à espada baselarda original. A baudelaire francesa passou a reportar-se a uma espada curva e de gume único. A "Basilarda", o famoso chanfalho usado pelo personagem Orlando, no epónimo romance de cavalaria Orlando Furioso, é grande demais para poder ser uma espada baselarda.
Uma ocorrência muito tardia, do recurso ao termo "baselarda", deu-se ainda em 1602, num duelo escocês, em Canonbie, uma vila do condado de Dumfries, no sul da Escócia. O documento que faz o relato dessa liça, menciona que ficou acordado entre os duelistas servirem-se de "duas espadas baselardas com lâminas de uma jarda e um quarto de comprido".